# Serafin Wiestner
Serafin Wiestner (* 20. Juli 1990 in Ilanz) ist ein ehemaliger Schweizer Biathlet.

## Karriere
Serafin Wiestner lebt in Trin-Mulin und startet für den SC Trin. Der Forstwart und ältere Bruder von Till Wiestner begann 2004 mit dem Biathlonsport und gehört dem Schweizer Grenzwachtkorps an. Er bestritt 2006 seine ersten internationalen Rennen im Europacup der Junioren. Erste internationale Meisterschaften wurden die Juniorenweltmeisterschaften 2008 in Ruhpolding. In Bayern wurde er 36. des Einzels, 31. des Sprints, 57. der Verfolgung und mit Benjamin Weger und Mario Dolder Elfter mit der Staffel der Schweiz. 2009 folgten die Juniorenweltmeisterschaften in Canmore, wo er 43. des Einzels, 39. des Sprints und 47. der Verfolgung wurde. Es folgten die Juniorenweltmeisterschaften 2010 in Torsby. Im Einzel belegte er den 53. Platz, wurde 16. des Sprints und 24. der Verfolgung. In Otepää nahm er im Rahmen der Juniorenrennen erstmals an Europameisterschaften teil und wurde 43. des Einzels, 28. des Sprints und 25. der Verfolgung. 2011 nahm er in Nové Město na Moravě zum vierten und letzten Mal an einer Juniorenweltmeisterschaft teil und erreichte die Ränge 48 im Einzel, 5 im Sprint, 10 in der Verfolgung und mit Pascal Wolf, Gaspard Cuenot und Mario Dolder 14 im Staffelrennen. Es folgten die Juniorenrennen der Europameisterschaften in Ridnaun, wo er 32. des Sprints, 16. der Verfolgung, 15. des Einzels und mit Irene Cadurisch, Stephanie Schnydrig und Mario Dolder Fünfter im Mixed-Staffelrennen wurde.
Auf der zweiten Station der Saison 2009/10 debütierte Wiestner in Ridnaun im IBU-Cup und wurde 70. eines Sprints. In Nové Město na Moravě gewann er in der Folgesaison als 25. erstmals Punkte. In Forni Avoltri erreichte er 2012 als 20. eines Einzels sein bislang bestes Resultat in der Rennserie. Erste internationale Meisterschaft bei den Männern wurden die Europameisterschaften 2013 in Bansko. Dort kam Wiestner im Einzel auf den 42. Platz, wurde 25. des Sprints und 27. der Verfolgung. 2014 folgte das Debüt im Biathlon-Weltcup. In Oberhof wurde er in seinem ersten Sprint 47. Nach nur zwei Weltcuprennen folgte die Nominierung für die Olympischen Winterspiele 2014 in Sotschi, wo er 40. des Sprints und 57. der Verfolgung wurde. Nach den Spielen gewann Wiestner in Kontiolahti als 29. eines Sprints erste Weltcuppunkte. 2015 verbesserte er seine Bestleistung in Oberhof auf einen 28. Rang im Sprint.
National gewann Wiestner bei den Schweizer Jugend- beziehungsweise Juniorenmeisterschaften 2006 hinter Simon Morscher und Mario Dolder Bronze im Sprintrennen, wurde 2007 hinter Benjamin Weger und Mario Dolder erneut Dritter im Sprint und gewann 2010 die Vizemeistertitel hinter Dolder im Sprint und in der Verfolgung. 2011 gewann er in seiner Altersklasse die Vizemeisterschaft hinter Mario Dolder und vor Gaspard Cuenot im Sprintrennen. 2012 gewann er die Gesamtwertung des RWS Swiss-Cups der Saison 2011/2012 bei den Männern.

## Statistik

### Weltcupplatzierungen
Die Tabelle zeigt alle Platzierungen (je nach Austragungsjahr einschliesslich Olympische Spiele und Weltmeisterschaften).
- 1.–3. Platz: Anzahl der Podiumsplatzierungen
- Top 10: Anzahl der Platzierungen unter den ersten zehn (einschliesslich Podium)
- Punkteränge: Anzahl der Platzierungen innerhalb der Punkteränge (einschliesslich Podium und Top 10)
- Starts: Anzahl gelaufener Rennen in der jeweiligen Disziplin
- Staffel: inklusive Mixed- und Single-Mixed-Staffeln

| Platzierung               | Einzel | Sprint | Verfolgung | Massenstart | Staffel | Gesamt |
| ------------------------- | ------ | ------ | ---------- | ----------- | ------- | ------ |
| 1. Platz                  |        |        |            |             |         |        |
| 2. Platz                  |        |        |            |             |         |        |
| 3. Platz                  |        |        |            |             |         |        |
| Top 10                    |        | 2      |            |             | 20      | 22     |
| Punkteränge               |        | 17     | 11         | 2           | 45      | 75     |
| Starts                    | 16     | 55     | 28         | 2           | 45      | 146    |
| Stand: Saisonende 2021/22 |        |        |            |             |         |        |

### Olympische Winterspiele
Ergebnisse bei Olympischen Winterspielen:
|                                             | Einzelwettbewerbe | Einzelwettbewerbe | Einzelwettbewerbe | Einzelwettbewerbe | Staffelwettbewerbe | Staffelwettbewerbe |
| Sprint                                      | Verfolgung        | Einzel            | Massenstart       | Herrenstaffel     | Mixedstaffel       |                    |
| ------------------------------------------- | ----------------- | ----------------- | ----------------- | ----------------- | ------------------ | ------------------ |
| Olympische Winterspiele 2014 \| Sotschi     | 40.               | 56.               | –                 | –                 | 14.                | –                  |
| Olympische Winterspiele 2018 \| Pyeongchang | 9.                | 28.               | –                 | 24.               | 15.                | 13.                |

### Weltmeisterschaften
Ergebnisse bei den Weltmeisterschaften:
| Weltmeisterschaften | Weltmeisterschaften | Einzel | Sprint | Verfolgung | Massenstart | Staffel | Mixedstaffel | Single-Mixedstaffel |
| Jahr                | Ort                 | Einzel | Sprint | Verfolgung | Massenstart | Staffel | Mixedstaffel | Single-Mixedstaffel |
| ------------------- | ------------------- | ------ | ------ | ---------- | ----------- | ------- | ------------ | ------------------- |
| 2015                | Kontiolahti         | 61.    | 29.    | 50.        | –           | 7.      | –            | –                   |
| 2016                | Oslo                | 53.    | 11.    | 20.        | 27.         | 10.     | 14.          | –                   |
| 2017                | Hochfilzen          | 44.    | 18.    | 26.        | 29.         | 16.     | 14.          | –                   |
| 2019                | Östersund           | –      | 46.    | 49.        | –           | 11.     | –            | 14.                 |
| 2020                | Antholz             | 51.    | 54.    | 46.        | –           | 15.     | 10.          | –                   |
| 2021                | Pokljuka            | 43.    | –      | –          | –           | 11.     | –            | –                   |

### Juniorenweltmeisterschaften
Ergebnisse bei den Juniorenweltmeisterschaften:
| Weltmeisterschaften | Weltmeisterschaften  | Einzel | Sprint | Verfolgung | Staffel |
| Jahr                | Ort                  | Einzel | Sprint | Verfolgung | Staffel |
| ------------------- | -------------------- | ------ | ------ | ---------- | ------- |
| 2010                | Torsby               | 53.    | 16.    | 24.        | –       |
| 2011                | Nové Město na Moravě | 48.    | 5.     | 10.        | 14.     |